# Avenida Mariano Cornejo
La avenida Mariano Cornejo es una avenida de la ciudad de Lima, capital del Perú. Se extiende de oeste a este, en los distritos de Breña, Pueblo Libre y Lima, a lo largo de 18 cuadras. Anteriormente, fue llamada Prolongación 28 de Julio, debido a que continúa el trazado trunco de la avenida 28 de Julio al oeste, la cual se corta en la avenida Brasil. Su nombre proviene de Mariano Cornejo.

## Recorrido
Se inicia en el óvalo formado por las avenidas Aguarico y Del Río y los jirones Jorge Chávez y Pedro Ruiz, en el límite de los distritos de Breña y Pueblo Libre.